# ویلیام جورج هلمز
ویلیام جورج هلمز (انگلیسی: William Holmes؛ ۲۰ اوت ۱۸۹۲ – ۱۶ ژانویه ۱۹۶۹) فرد نظامی اهل بریتانیا بود. وی همچنین برندهٔ جوایزی همچون نشان امپراتوری بریتانیا، نشان حمام و نشان افتخار تولد لهستان شده‌است.